# Messerschmitt-Bölkow-Blohm Bo 105

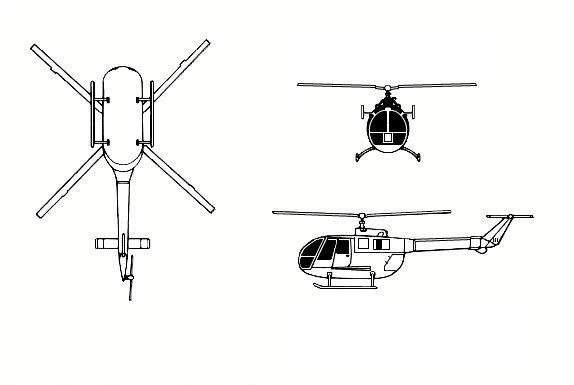
Ritning av Messerschmitt-Bölkow-Blohm Bo 105.

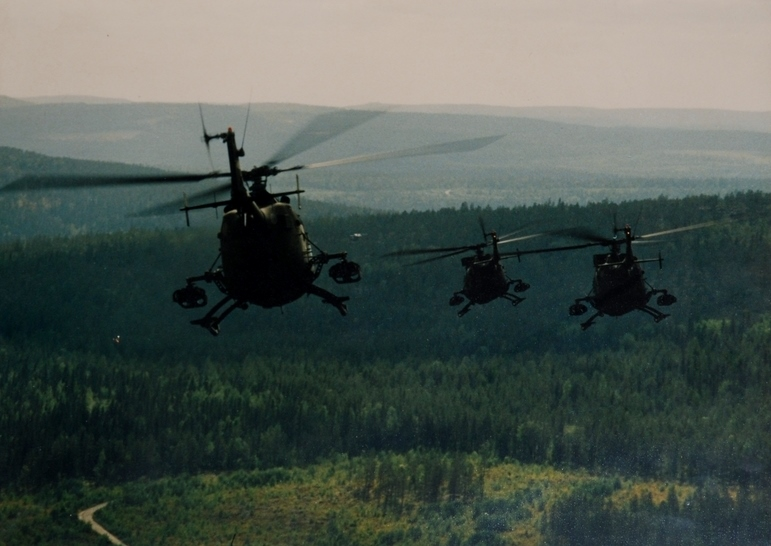
Tre flygande hkp 9A.

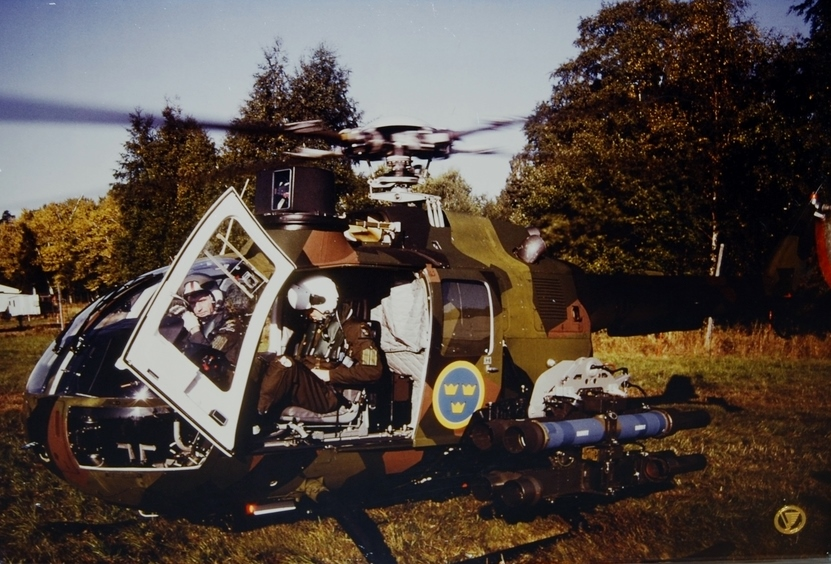
Pansarvärnshelikoptern hkp 9A.

Messerschmitt-Bölkow-Blohm Bo 105 är en lätt helikopter som har fått stor spridning runt om i världen, bland annat som polis- och räddningshelikopter.

## Utveckling
Bölkow började utveckla BO 105 år 1964. Den första prototypen (V1) havererade på grund av markresonans, medan den andra (V2) flög första gången den 16 februari 1967. Därefter tillverkades ytterligare sex förseriehelikoptrar. Genom en företagsfusion 1969 blev det Messerschmitt-Bölkow-Blohm (MBB) som kom att stå för tillverkningen då serieproduktionen av BO 105A kom igång 1970.
Två år senare (1972) presenterades en förbättrad version som hade starkare motorer; 105C. 1976 kom så en ytterligare förbättrad variant med starkare motorer; 105CB. Vidareutvecklingen blev 105CBS, vilken hade en 25 cm förlängd flygkropp för att bättre kunna användas som till exempel ambulanshelikopter. 1984 kom 105LB, vilket var en 105CBS med starkare motorer. 1991 blev MBB en del av Eurocopter.
BO 105CB och 105CBS har även licenstillverkats av Philippine Aerospace Development Corporation (Filippinerna), Indonesian Aerospace (Indonesien) samt Construcciones Aeronáuticas SA (Spanien) BO 105 slutade tillverkas 2001, då den ersattes av den modernare Eurocopter EC 135 (som i sig är en utveckling av BO 105). Totalt tillverkades 1046 exemplar av BO 105.

## Teknik
Det som är utmärkande för BO 105 är dess halvstela huvudrotorsystem som gör helikoptern väldigt manöverbar, den klarar av avancerade manövrer som till exempel looping.

## Användning i svenska Försvarsmakten – helikopter 9

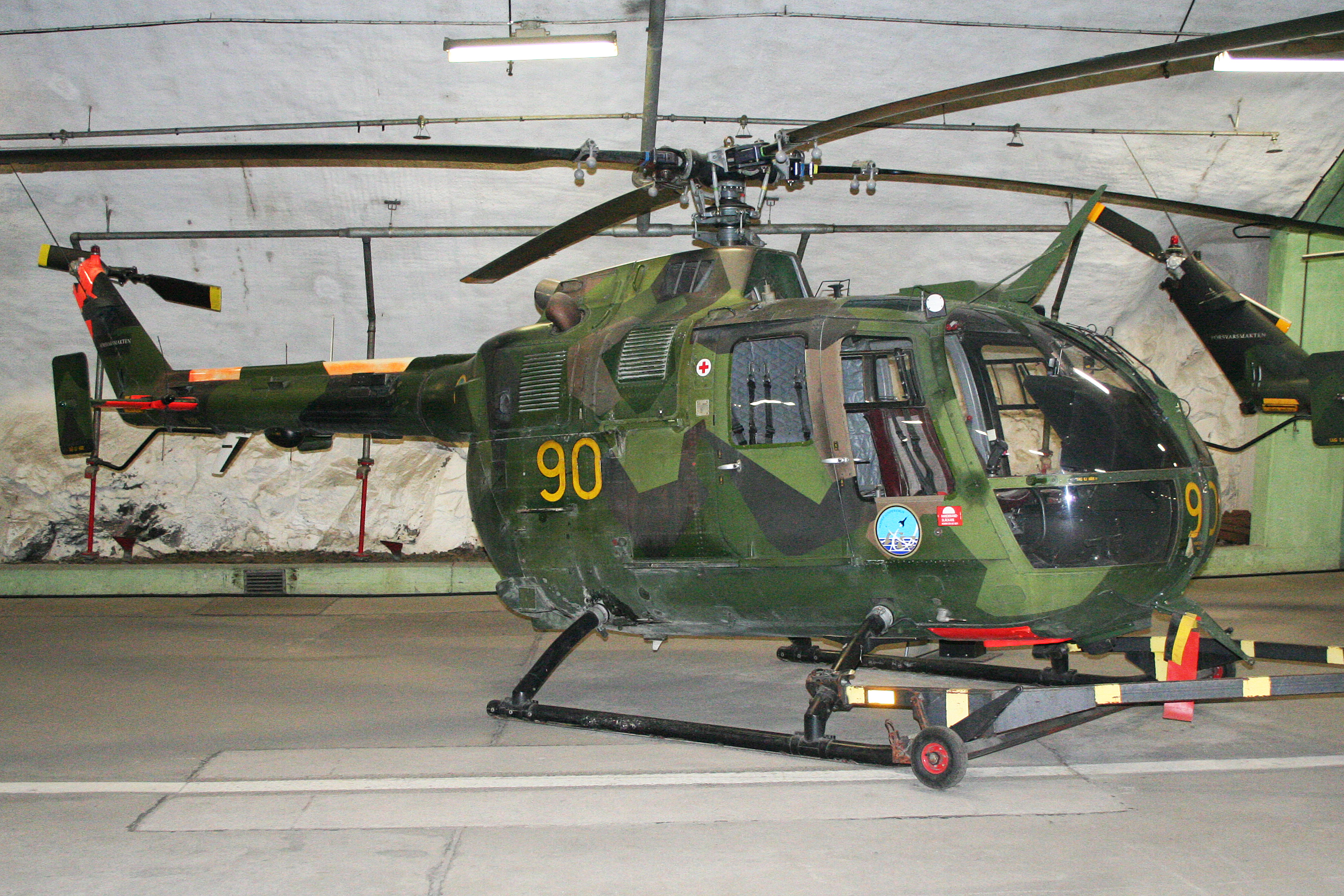
Helikopter 9 vid Aeroseum i Göteborg

Helikopter 9 (hkp 9) var den svenska Försvarsmaktens typbeteckning på MBB Bo 105. Hkp 9 fanns i två versioner: hkp 9A (Arméflyget, FMV samt Helikopterflottiljen) samt hkp 9B (Flygvapnet) och var i tjänst fram till 2009.

### Hkp 9 i Arméflyget
Arméflyget anskaffade 1987 20 hkp 9A och FMV en hkp 9A (Bo 105CB3). Helikoptern kunde beväpnas med pansarvärnrobotsystemet HeliTOW. Arméflygets helikoptrar hade krigsuppgiften att genomföra pansarbekämpning och FMV:s helikopter användes för flygutprovning och förmågeutveckling.

#### Pansarvärnshelikopterstudier
År 1976 började Armén försök med pansarvärnshelikoptrar, då två hkp 6 utrustades med gyrostabiliserade sikten och målmarkerande videokameror. Hösten 1980 påbörjades pansarvärnshelikopterförsök med olika helikoptertyper vid Norrbottens arméflygbataljon (AF 1).
Mellan 1983 och 1984 fick FMV in att antal offerter på framtida pansarvärnshelikoptrar till Armén. Efter utvärderingar av offerterna fanns det till slut två slutkandidater: Aérospatiale AS 355 och MBB Bo 105CB. Båda ansågs vara möjliga pansarvärnshelikoptrar som uppfyllde kravspecifikationen, om än med små marginaler. Bo 105 värderades som något bättre ur teknisk och taktisk synpunkt, medan AS 355 som en bättre arbetsplats för besättningen. Valet föll på Bo 105 och i juli 1984 skrev FMV kontrakt med MBB om att köpa 20 Bo 105CB3.

#### Förmågeuppbyggnad
I väntan på att de tjugo seriemaskinerna levererades hyrde FMV in fyra interimshelikoptrar (Bo 105CB) från MBB. En av dem användes vid utprovning av vapensystemet, vilket huvudsakligen skedde på RFN (Vidsel). De övriga tre användes vid AF 1 för typinflygning samt taktisk utprovning. En av helikoptrarna köptes sedermera och blev den 21:a hkp 9A. Denna helikopterindivid var utrustad med ett FLIR-sikte (mörkersikte) till skillnad från övriga hkp 9A som hade ett dagersikte. Eftersom denna helikopterindivid inte var serielik de övriga hkp 9A fick den smeknamnet "Bastarden". Då dessa helikoptrar tillhörde FMV VoVC hade de anropssignalen 'Viktor'.

##### Helikopterindivider (förhyrning)
| Tillv. serienr | Militärt reg nr | Fen- nummer | Operativ i Försvarsmakten | Kommentar                                                              | Bild |
| -------------- | --------------- | ----------- | ------------------------- | ---------------------------------------------------------------------- | ---- |
| S-422          | 09076           | 76          | 1985–1986                 | Förhyrd "hkp 9" (D-HDMU), åter till MBB.                               |      |
| S-439          | 09077           | 77          | 1985–1987                 | Förhyrd "hkp 9" (D-HDMM), såld till Heliflyg AB (SE-HSG).              |      |
| S-593          | 09071           | 71          | 1985–1987                 | Förhyrd "hkp 9" (D-HDQP).                                              |      |
| S-721          | 0907809221      | 7890        | 1985–19871987–2006        | Förhyrd "hkp 9" (D-HDRI), köpt av FMV 1987-12-03.Utställd på Aeroseum. |      |

1. ↑  Det militärt registreringsnummer är ett unikt individnummer som Flygvapnets luftfartyg är registrerat med i det (svenska) militära luftfartygsregistret.
2. ↑  Fennumret står på skrovet på Flygvapnets luftfartyget i syfte att visuellt lätt kunna identifiera individen.

#### Operativ tjänst

Tilläggstecken m/81 för 5. pansarvärns-helikopterkompaniet vid AF 1 (Z-svart).
"Non videri sed esse" betyder "Att vara men inte synas"

Leverans av seriehelikoptrarna (Bo 105CB3) skedde mellan oktober 1987 och november 1988 med en takt av en till tre helikoptrar i månaden. Efter hemflygning till Sverige monterades vapensystemet på (vilket levererades av Saab). I februari 1988 överlämnade Försvarets materielverk (FMV) driftsansvaret för hkp 9 till AF 1 som därmed blev ett stridande förband.
De tjugo helikoptrarna bildade två pansarvärnshelikopterkompanier, som inledningsvis var baserade vid AF 1 (anropssignal Zäta). Men 1989 ombaserades ett av kompanierna till Östgöta arméflygbataljon (AF 2, anropssignal Kalle). Kompaniet vid AF 1 (5. pvhkpkomp, Zäta svart) hade huvuduppgiften pansarbekämpning i övre Norrland av fientliga förband inträngande över Finland. Medan kompaniet vid AF 2 (25. pvhkpkomp, Kalle svart) hade huvuduppgiften pansarbekämpning i Mälardalen och södra Sverige av fientliga landstignings- och luftlandsättningsförband via södra Östersjön.
Hkp 9A var i tjänst i Arméflyget fram till 1997, då kvarvarande helikopterindivider överfördes 1998 till det nybildade förbandet Helikopterflottiljen. 

##### Helikopterindivider
| Tillv. serienr | Militärt reg nr | Fen- nummer | Operativ i Försvarsmakten | Kommentar | Bild |
| -------------- | --------------- | ----------- | ------------------------- | --- | ---- |
| S-1751         | 09201           | 01          | 1987–2008                 | Bevarad vid Luftforsvarets Skolesenter (Norge)                                                                                               |      |
| S-1752         | 09202           | 02          | 1987–2009                 | |      |
| S-1753         | 09203           | 03          | 1987–2009                 | |      |
| S-1754         | 09204           | 04          | 1987–2007                 | Havererad |      |
| S-1755         | 09205           | 05          | 1987–2008                 | |      |
| S-1756         | 09206           | 06          | 1987–2008                 | |      |
| S-1757         | 09207           | 07          | 1987–2008                 | |      |
| S-1758         | 09208           | 08          | 1988–2009                 | Utbildningsmateriel på Knut Hahns flygtekniska gymnasium vid F17                                                                             |      |
| S-1759         | 09209           | 09          | 1988–2009                 | Utställd på Flygvapenmuseum |      |
| S-1760         | 09210           | 10          | 1988–2007                 | Havererad |      |
| S-1761         | 09211           | 11          | 1988–2009                 | Utbildningsmateriel på Knut Hahns flygtekniska gymnasium vid F 17. På bilden utställd utanför Hangar 82, F 17 Kallinge under flygdagen 2024. |      |
| S-1762         | 09212           | 12          | 1988–2008                 | |      |
| S-1763         | 09213           | 13          | 1988–1995                 | Havererad |      |
| S-1764         | 09214           | 14          | 1988–2007                 | Bevarad vid Försvarsmaktens tekniska skola                                                                                                   |      |
| S-1765         | 09215           | 15          | 1988–2008                 | Bevarad vid Anders Ljungstedts gymnasium, Linköping                                                                                          |      |
| S-1766         | 09216           | 16          | 1988–2008                 | |      |
| S-1767         | 09217           | 17          | 1988–2009                 | Bevarad på Flygvapenmuseum |      |
| S-1768         | 09218           | 18          | 1988–2009                 | Utställd på Aeroseum |      |
| S-1769         | 09219           | 19          | 1988–2008                 | Bevarad vid Försvarsmaktens tekniska skola                                                                                                   |      |
| S-1770         | 09220           | 20          | 1988–2009                 | |      |

##### Haverier
- Den 1 november 1995 slog K13 i marken efter att flygföraren svängt för kraftigt på låg höjd. Besättningen blev lindrigt skadad, helikoptern totalförstörd.
- Den 11 september 2007 kolliderade Y04 med Y10 i luften. Båda besättningarna (fyra personer) omkom, båda helikoptrarna blev totalförstörda.

#### Vapensystem
Hkp 9A utrustades med vapensystemet RBS 55H (Saab HeliTOW), vilket byggde på robot 55 (TOW).
För att kunna träna helikopterbesättningen under realistiska förhållanden tog Saab fram ett simuleringssystem kallat BT 49H (Battle Training) som kunde installeras i helikoptern. Istället för att avfyra en robot avfyrade simulatorsystemet en laserpuls som efterliknade robotens flygbana. Skytten kunde sedan se hur "roboten" hade träffat målet (som var utrustat med ett prisma för att reflektera laserpulsen). En verklig robotavfyring kunde även efterliknas med ett pyrotekniskt system som skapade en knall- och rökeffekt (så en motståndare skulle ha en chans att kunna upptäcka en fientlig helikopter). Senare utrustades även helikoptrarna med BT 46 som gjorde att markförband kunde "skjuta ned" helikoptern. Om helikopterns träffades av en laserpuls från ett annat BT-system tändes ett blixtljus på helikoptern så att motståndaren kunde se att helikoptern blev träffad. Samtidigt tändes en lampa inne i cockpit så att piloten och skytten såg att helikoptern var bekämpad.

### Hkp 9 i Flygvapnet
Flygvapnet anskaffade 1985 fyra hkp 9B (Bo 105CB4) som ersättare för hkp 2. Helikoptern användes för lokal flygräddning vid Flygvapnets flygflottilj i Karlsborg (anropssignal Filip) samt Såtenäs (anropssignal Gustav) fram tills 1994. Hkp 9B var utrymmesmässigt för liten för att vara en effektiv räddningshelikopter, så den kom att ersättas av hkp 10.
Helikoptern var utrustad med vinsch för att kunna hämta upp nödställda utan att landa helikoptern.

#### Helikopterindivider
| Tillv. serienr | Militärt reg nr | Fen- nummer | Operativ i Försvarsmakten | Kommentar                                      |
| -------------- | --------------- | ----------- | ------------------------- | ---------------------------------------------- |
| S-0722         | 09413           | 93          | 1985–1991                 | Havererad                                      |
| S-0723         | 09414           | 94          | 1985–1994                 | Återförd till Tyskland, såld senare som OH-HMS |
| S-0731         | 09415           | 95          | 1985–1994                 | Återförd till Tyskland, såld senare som OH-HKI |
| S-0732         | 09416           | 96          | 1985–1994                 | Återförd till Tyskland, såld senare som 9Y-TJF |

#### Haverier
- Den 12 november 1991 fick F93 tekniskt problem med stjärtrotor under start och slog i marken. Besättningen blev lindrigt skadad, helikoptern totalförstörd.

### Hkp 9 i Helikopterflottiljen
År 1998 skapades ett försvarsmaktsgemensamt helikopterförband (Helikopterflottiljen) genom att slå ihop de olika helikopterresurserna i Försvarsmakten. I och med detta överfördes Arméflygets kvarvarande 19 hkp 9A till Helikopterflottiljen. I denna organisation fick hkp 9A en ny roll som transporthelikopter i Luleå (anropssignal Urban) samt Ronneby (anropssignal Yngve) och var i tjänst i fram till 2009. Hkp 9A kom (indirekt) att ersättas av hkp 15.